# Steven Eckholdt
Steven Eckholdt (* 6. September 1961 in Los Angeles, Kalifornien) ist ein US-amerikanischer Schauspieler.

## Leben
Steven Eckholdt hat deutsche Vorfahren und gehört zur Kirche Jesu Christi der Heiligen der Letzten Tage. Er verbrachte seine Missionszeit von 1980 bis 1982 in Deutschland. Sein Leinwanddebüt als Schauspieler gab Eckholdt 1985 in dem Fernsehdrama Zurück ins Leben. Seitdem trat er in Filmen wie Eine verhängnisvolle Erfindung, Die unschuldige Mörderin und Message in a Bottle – Der Beginn einer großen Liebe auf und ist in den letzten Jahren vermehrt als Seriendarsteller zu sehen, darunter in Fernsehserien wie Friends, Providence, The West Wing – Im Zentrum der Macht und The L Word – Wenn Frauen Frauen lieben.

## Filmografie (Auswahl)

### Film
- 1985: Zurück ins Leben (Between the Darkness and the Dawn)
- 1986: Interceptor (The Wraith)
- 1986: Nochmal so wie letzte Nacht (About Last Night...)
- 1988: 847 – Flug des Schreckens (The Taking of Flight 847: The Uli Derickson Story)
- 1988: Eine verhängnisvolle Erfindung (14 Going on 30)
- 1988: Maybe Baby – Am Anfang war der Klapperstorch (For Keeps?)
- 1992: Tödlicher Virus (Condition: Critical)
- 1995: Verliebt in einen Frauenschänder (The Stranger Beside Me)
- 1998: Die unschuldige Mörderin (I Know What You Did)
- 1999: Message in a Bottle – Der Beginn einer großen Liebe (Message in a Bottle)
- 2000: Hallo, ich bin der Weihnachtsmann! (Santa Who?)
- 2003: Comfort and Joy – Was für eine Bescherung (Comfort and Joy)

### Serie
- 1986: Love Boat (Staffel 9 Folge 12 –  Hippies and Yuppies / Frat Wars / Return of the Lambdas)
- 1989: Baywatch – Die Rettungsschwimmer von Malibu (Baywatch, Staffel 1 Folge 8 – Schiffbruch)
- 1989: Hunter (Staffel 6 Folge 3 – Investment in Death)
- 1990: Matlock (Staffel 4 Folge 15 – The Student)
- 1990–1991: Fernsehfieber (WIOU, vier Folgen)
- 1991–1994: L.A. Law – Staranwälte, Tricks, Prozesse (L.A. Law, zehn Folgen)
- 1993–1994: Melrose Place (zehn Folgen)
- 1997: Ellen (Folge Das Outing)
- 1997–2004: Friends (sechs Folgen)
- 1997: Practice – Die Anwälte (The Practice, drei Folgen)
- 1999–2001: Irgendwie L.A. (It's Like, You Know, 24 Folgen)
- 2001: Frauenpower (Family Law, drei Folgen)
- 2001: Providence (neun Folgen)
- 2003: My Big Fat Greek Life (sieben Folgen)
- 2003–2006: The West Wing – Im Zentrum der Macht (The West Wing, fünf Folgen)
- 2004: Desperate Housewives (eine Folge)
- 2006: Boston Legal (eine Folge)
- 2006–2007: The L Word – Wenn Frauen Frauen lieben (The L Word, acht Folgen)
- 2009: Cold Case – Kein Opfer ist je vergessen  (Fernsehserie, Staffel 6, Folge 15)
- 2010: Two and a Half Men (zwei Folgen)
- 2012: Warehouse 13 (Episode 04x07 – Das Geheimnis der Riesen)